# Batman (série télévisée d'animation, 1997)
Pour les articles homonymes, voir Batman (homonymie).
Superman, l'Ange de Metropolis Batman, la relève
Batman (The New Batman Adventures en version originale ou sous les initiales TNBA) est une série télévisée d'animation américaine en 24 épisodes de 22 minutes produite par Alan Burnett, Paul Dini et Bruce Timm d'après les aventures de Batman, héros des comics publiés depuis 1939 par DC Comics et diffusée entre le 13 septembre 1997 et le 16 janvier 1999 dans le bloc de programmation Kids' WB.
En France, la série a été diffusée sur France 3 sous le titre Batman. Elle fait suite à la série d'animation Batman de 1992. La série a été produite par Hanna-Barbera Productions.

## Synopsis
Toujours milliardaire le jour, Bruce Wayne devient chaque nuit Batman afin d'affronter à Gotham City ses ennemis avec l'aide de Robin, Batgirl et Nightwing.

## Distribution

### Personnages principaux
- Kevin Conroy (VF : Richard Darbois) : Bruce Wayne / Batman
- Mathew Valencia (en) (VF : Alexis Tomassian puis Benjamin Pascal) : Timothy Drake / Robin
- Tara Strong (VF : Claire Guyot) : Barbara Gordon / Batgirl
- Loren Lester (en) (VF : Ludovic Baugin puis Eric Missoffe) : Richard Grayson / Nightwing
- Efrem Zimbalist Jr. (VF : Jacques Ciron) : Alfred Pennyworth

### Personnages secondaires
- Bob Hastings (VF : Jean-Claude Sachot) : Commissaire James Gordon
- Robert Costanzo (VF : Gilbert Levy) : Inspecteur Harvey Bullock
- Jeff Bennett (VF : Marc Perez, Martin Brieuc, Daniel Lafourcade) : Jack Ryder / Le Creeper
- Mel Winkler (en) (VF : Christian Peythieu, Olivier Rodier, Bruno Dubernat, Gilbert Levy) : Lucius Fox
- Liane Schirmer (VF : Régine Teyssot) : Renee Montoya
- Lloyd Bochner (VF : Jean-Pierre Denys & Achille Orsoni) : (Le Maire Hamilton Hill (en))
- Marilu Henner (VF : Claire Guyot et Véronique Alycia) : Veronica Vreeland

### Les criminels
- Mark Hamill (VF : Pierre Hatet) : Le Joker
- Paul Williams (VF : Philippe Peythieu) : Oswald Cobblepot / Le Pingouin
- Arleen Sorkin (VF : Kelvine Dumour) : Harleen Quinzel / Harley Quinn
- Diane Pershing (VF : Sophie Lepanse) : Pamela Isley / Poison Ivy
- Richard Moll (VF : Hervé Bellon) : Harvey Dent / Double-Face
- Adrienne Barbeau (VF : Véronique Augereau) : Selina Kyle / Catwoman
- Ron Perlman (VF : Jean-Claude Sachot) : Matt Hagen / Gueule d'Argile
- Brooks Gardner (VF : Bruno Dubernat) : Waylon Jones / Killer Croc
- Mark Rolston (VF : Martin Brieuc & Marc Alfos) : Garfield Lynns / Pyrovol
- Roddy McDowall (VF : Achille Orsoni & Jean-Pierre Denys) : Jervis Tetch / Le Chapelier Fou
- George Dzundza (VF : Daniel Lafourcade/Jean-Claude Sachot) : Arnold Wesker / Le Ventriloque / Scarface
- Jeffrey Combs (VF : Vincent Violette) : Jonathan Crane / L'Épouvantail (Scarecrow)
- Michael Ansara (VF : Jean-Claude Sachot) : Victor Fries / Mr Freeze
- Henry Silva (VF : Bruno Dubernat) : Bane
- Laraine Newman (VF : Régine Teyssot/Marie-Eugénie Maréchal) : Mary Dahl / Baby Doll
- Charity James (VF : Stéphanie Murat) : Roxanne Sutton / Roxy Rocket (en)
- Sela Ward (VF : Hélène Chanson) : Page Monroe / Calendar Girl
- Peter Breck (VF : Jean-Pierre Denys) : le Fermier Brown
- Scott Cleverdon (VF : Patrice Baudrier) : Thomas Blake
- Malachi Throne (VF : Pierre Dourlens) : le Juge
- Earl Boen (VF : Jean-Jacques Nervest) : Rhino
- John Glover (VF : Mathieu Buscatto) : Edward Nygma / L'Homme Mystère

### Autres personnages
- Billy Zane (VF : Bruno Dubernat) : Jason Blood / Etrigan
- Nicholle Tom (VF : Chantal Macé) : Kara / Supergirl
- Anndi McAfee : Carrie Kelley
- Stephen Wolfe Smith : (VF : Ludovic Baugin) : Klarion (en)
- Lori Petty (VF : Virginie Ogouz) : Électra (Livewire)
- Maggie Wheeler : la fausse Harley
- Gary Owens : Batman version années 1950
- Michael McKean : Joker version années 1950
- Michael Ironside : Batman version années 1980
- Kevin Michael Richardson (VF : Marc Alfos) : le Chef des mutants
- Linda Hamilton : Susan Maguire

## Commentaires
- The New Batman Adventures est la suite de Batman: The Animated Series. Bien que le design soit légèrement différent (notamment à cause d'un changement de chaîne de télévision), les équipes artistiques sont similaires et nombre d'histoires commencées dans la première série se poursuivent dans la seconde dont il est ici question.

- Le design des personnages est identiques à celui de Superman, l'Ange de Metropolis où Batman, Alfred, le Joker et Harley apparaissent dans l'épisode en trois parties, Nec Plus Ultra. Tim Drake alias Robin, apparait également dans l'épisode Héros par intérim où il fait équipe avec Superman.